# Szax Róbert
Szax Róbert (Dorog, 1952. május 18. –) válogatott atléta, edző, közéleti személyiség.

## Életútja
Fiatal kora óta a Dorogi AC atlétája volt. Elsősorban a gátfutásban ért el szép sikereket. Ifjúsági versenyzőként többszörös vidéki bajnok a 110 és 200 méteres gátfutásban, felnőttként vidékbajnok, majd az Országos bajnokság ezüstérmese, valamint magyar válogatott. 1974-ben részt vett a Csehszlovákia-Magyarország-Kuba hármasviadalon Prágában, majd az Olaszország-Franciaország-Magyarország hármasviadalon Firenzében. Sikeres pályafutása mellett utánpótlás atlétika edző volt hosszú ideig a dorogi klubnál, ahol sikeres utánpótlás nevelést folytatott, továbbá az atlétika-szakosztály vezetője is volt. Felmenői között számos német nemzetiségű volt. Magyarsága mellett ősei német hagyományait is ápolja. Az 1998-ban megalakult Dorogi Német Kisebbségi Önkormányzat egyik alapító tagja, 2003-2005 között elnöke volt. Fordítással is foglalkozik, többek között számos Dorogról készült kiadványt fordított német és angol nyelvre. A sporttal való szoros kapcsolata mindvégig megmaradt. Több cikluson keresztül volt tagja a Dorogi Szénmedence Sportjáért Közalapítvány kuratóriumának, amelynek jelenleg is aktív tagja.

## Külső hivatkozások
- Dorog város hivatalos honlapja